# ウィリアム・ベル (歌手)
ウィリアム・ベル（William Bell, 1939年7月16日-）は、アメリカ合衆国南部・テネシー州メンフィス出身のソウル歌手である。
1960年スタックス・レコードに加入、1961年に「ユー・ドント・ミス・ユア・ウォーター」が南部でローカル・ヒットになった。1968年には、ジュディ・クレイとのデュエット曲「プライベート・ナンバー」を発表した。